# Cà phê rang xay

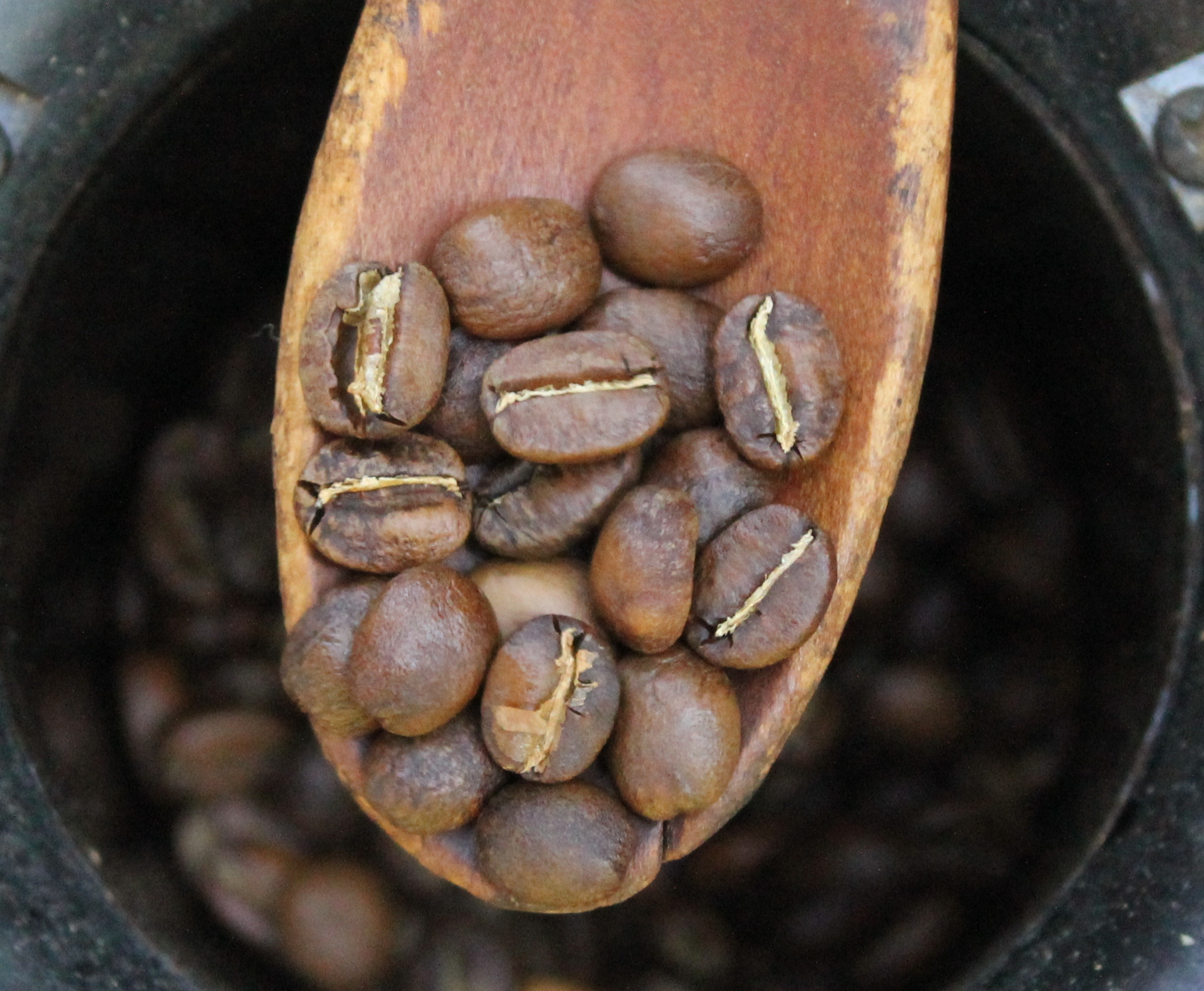
Cà phê rang xay

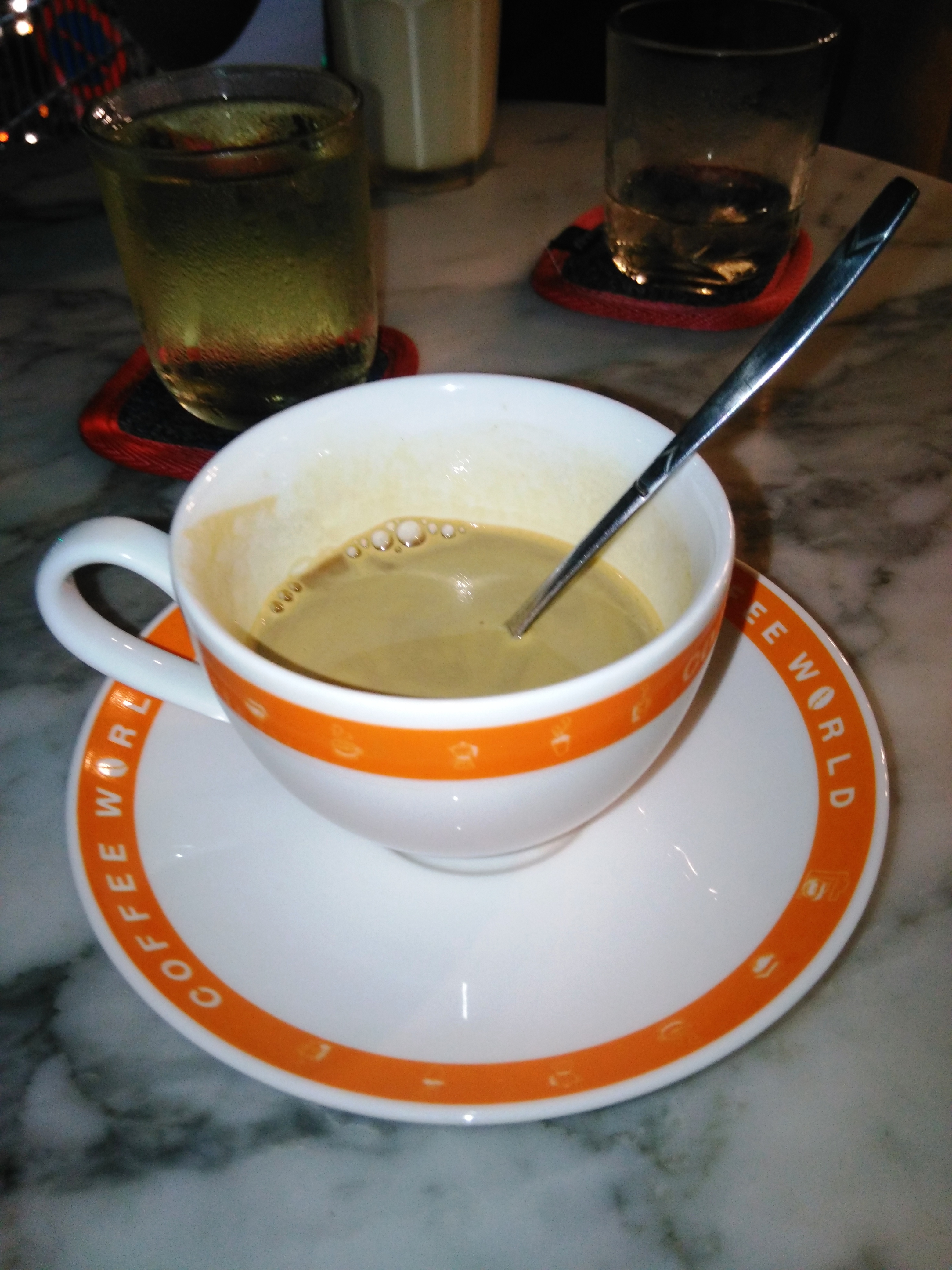
Cà phê rang xay pha sẵn phục vụ ở Tân Phú

Cà phê rang xay (Coffee roasting) hay còn gọi là Cà phê mộc là loại cà phê hình thành thông qua phương pháp chế biến rang lên làm biến đổi các tính chất hóa lý của hạt cà phê thành các sản phẩm cà phê rang và thường là được xay ra để phục vụ. Quá trình rang là quá trình tạo ra hương vị đặc trưng của cà phê bằng cách làm cho hạt cà phê xanh thay đổi mùi vị. Hạt cà phê chưa rang có chứa hàm lượng axit, protein, đường và caffein cao hơn nếu không muốn nói là cao hơn so với hạt đã rang, nhưng không có hương vị của hạt cà phê rang do các phản ứng hóa học khác xảy ra trong quá trình rang. Cà phê rang xay nguyên chất được hiểu đơn giản là cà phê được chế biến từ 100% hạt không pha lẫn thành tố khác như đậu rang cơm cháy rang hay bắp rang hay các phụ phẩm khác.
Những dụng cụ đầu tiên được ghi nhận để rang hạt cà phê là những chiếc chảo mỏng làm từ kim loại hoặc sứ, được sử dụng vào thế kỷ 15 ở Đế chế Ottoman và Đại Ba Tư. Vào thế kỷ 19, nhiều bằng sáng chế khác nhau đã được trao ở Hoa Kỳ và Châu Âu cho các nhà rang xay thương mại, cho phép sản xuất những mẻ cà phê lớn. Vào những năm 1950, khi cà phê hòa tan đang trở thành một thức uống phổ biến, các tiệm cà phê đặc biệt bắt đầu mở cửa để phục vụ những người sành sỏi, cung cấp một loại đồ uống được pha theo cách truyền thống hơn. Vào những năm 1970, nhiều tiệm cà phê đặc sản được thành lập, cung cấp nhiều loại cà phê rang xay và cà phê từ khắp nơi trên thế giới. Trong những năm 1980 và 1990, ngành công nghiệp cà phê dành cho người sành ăn đã có sự phát triển vượt bậc. Xu hướng này tiếp tục sang thế kỷ 21.